# Islev Kirke
Islev Kirke blev indviet den 18. januar 1970. Den er tegnet af Inger og Johannes Exner, og er opført i solidt, rødt murværk, der blev valgt for at dæmpe trafikstøjen fra den nærtliggende Slotsherrensvej. Kirken er indviet i 1970.
Den tilhørende menighedssal kan tillægges kirkerummet ved hjælp af døre i mellem, hvilket giver plads til ca. 350-400 personer.
Pulpiturets jernsøjler er smedet af Poul Skjellerup, der har smedet størstedelen af kirkens andet jernarbejde. Orglet er også tegnet af Inger og Johannes Exner og blev indviet i 1971.
Johannes Exner døde i 2015 før den samtidige renovering og udvidelse af orglet var færdiggjort, men nåede at tegne stjernen på svelleværket i samarbejde med Inger og Karen Exner.
Kobberlysestagerne på alterbordet og døbefonten er lavet af Bent Exner og er gjort i kobber og jern. Krucifikset over alterbordet er lavet af Robert Jacobsen og er udført af materiale fra en losseplads ved Paris. Prædikestolen er tæt ved gulvet og de to tæpper er vævet af Grete Balle, der blandt andet trak inspiration fra Robert Jacobsens krucifiks.

## Eksterne kilder og henvisninger
- Islev kirke i Arkitekturbilleder.dk
- Islev Kirke hos KortTilKirken.dk